# Zoho Corporation
Zoho Corporation là một công ty phát triển phần mềm Ấn Độ. Trọng tâm của Zoho Corporation nằm ở các công cụ kinh doanh và giải pháp công nghệ thông tin dựa trên web, bao gồm bộ công cụ văn phòng, nền tảng quản lý internet vạn vật và bộ phần mềm quản lý CNTT. Công ty được thành lập vào năm 1996 bởi Sridhar Vembu và Tony Thomas tại Pleasanton, California và hiện có văn phòng tại bảy quốc gia có trụ sở toàn cầu tại Chennai.

## Lịch sử
Từ 1996 đến 2009, công ty có tên là AdventNet, Inc. Năm 2009, công ty đổi tên thành Zoho Corporation cùng với bộ ứng dụng văn phòng trực tuyến cùng tên. Công ty ra mắt và phát triển mà không cần tài trợ bên ngoài và thuộc sở hữu tư nhân.
AdventNet đã mở rộng hoạt động sang Nhật Bản vào tháng 6/2001.
Zoho CRM được phát hành năm 2005, sau đó là các phiên bản Projects, Creator và Sheet năm 2006.
Zoho đã mở rộng vào không gian cộng tác với việc phát hành Zoho Docs và Zoho Meeting năm 2007. Năm 2008, công ty đã thêm các ứng dụng hóa đơn và thư, và tuyên bố đã đạt được 1 triệu người dùng vào tháng 8 năm đó.
Hội nghị người dùng Zoho lần đầu tiên, Zoholics, đã được ra mắt vào năm 2012.
Mỗi năm kể từ năm 2005, Zoho phát hành thêm các ứng dụng và năm 2017 đã phát hành Zoho One, một bộ toàn diện của tất cả các Zoho Applications.

## Địa điểm
Công ty có trụ sở ở Chennai, Tamil Nadu với trụ sở chính ở Pleasanton, California. Khuôn viên nghiên cứu và phát triển nằm trong Estancia IT Park, Chennai. Zoho có văn phòng tại Tenkasi ở quận Tirunelveli, Tamil Nadu, từ đó sản phẩm Zoho Desk của họ được xây dựng và ra mắt.. Công ty hoạt động tại Trung Quốc và cũng có văn phòng tại Singapore và Nhật Bản. Phần lớn các hoạt động hỗ trợ của nó được thực hiện từ văn phòng của nó ở Chennai.
Zoho cũng có văn phòng tại Renigunta, Andhra Pradesh và đã hoạt động từ văn phòng này từ năm 2018.